# Adolfo de la Fuente
Adolfo de la Fuente (Cd. Guzmán Jal. 16 de diciembre de 1990) es un actor y modelo mexicano.

## Filmografía

### Telenovelas
| Año       | Título                     | Rol                           |
| --------- | -------------------------- | ----------------------------- |
| 2023-2024 | Minas de pasión            | Mauricio Santamaría Castro    |
| 2021      | ¿Que le pasa a mi familia? | Miguel 'Mike' Vázquez Peralta |
| 2016      | Simplemente María          | /                             |
| 2016      | Un camino hacia el destino | Andrés                        |

#### Serie de televisión
| Año       | Título                             | Rol                                   |
| --------- | ---------------------------------- | ------------------------------------- |
| 2025      | Con esa misma mirada               | Nicolás                               |
| 2024      | Un día para vivir                  | Gerardo, 1 episodio                   |
| 2017-2023 | La rosa de Guadalupe               | Varios roles                          |
| 2018      | Are You The One? El Match Perfecto | Él mismo (Participante - 2 temporada) |
| 2016-2018 | Como dice el dicho                 | Varios episodios                      |